# Crociata contro i turchi
La crociata contro i turchi fu una spedizione militare proclamata nel 1365 dal pontefice avignonese Urbano V.

## Antefatti
Verso la metà del Trecento, i turchi erano partiti dall'Anatolia verso la penisola balcanica, minacciando il basileus di Costantinopoli, Giovanni V Paleologo, cugino di Amedeo VI il Conte Verde, che cercò alleati in Italia tramite l'emissario genovese Antonio Malaspina. Il pontefice avignonese, Urbano V, si mostrò disposto a riprendere l'eroica lotta del cristianesimo contro l'islamismo tramite una nuova crociata e Genova e Venezia, pur non impegnandosi a fondo, si dichiararono disposte a fornire un aiuto. Il piano prevedeva un attacco per mare da parte del Conte Verde, un attacco alla Tracia da parte di Giovanni V ed un attacco da nord da parte del re d'Ungheria Luigi I.
I cavalieri sabaudi partirono alla volta dell'Ungheria per concordare un piano col re e della Boemia per ottenere l'appoggio dell'imperatore. Frattanto, il Conte Verde noleggiava sei navi a Venezia, sei a Genova e tre a Marsiglia (per un totale di quindici navi), mentre Venezia metteva a disposizione due galee. I crociati erano circa duemila (soprattutto borgognoni e francesi, ma anche i preziosi balestrieri genovesi, arcieri, e mercenari di varie compagnie di ventura assoldati da Galeazzo II e dallo stesso Conte Verde), tra i quali un centinaio di cavalieri sabaudi, guidati in prima linea dalla Compagnia del Collare fondata dal Conte Verde. I crociati partirono da Genova, Marsiglia e Venezia.

## Svolgimento
Quando le tre flotte giunsero nel possedimento veneziano dell'Eubea per rifocillarsi, arrivò la notizia che Giovanni V, di ritorno dall'Ungheria, dove si era recato per concordare il piano di guerra, era stato preso prigioniero dallo zar di Bulgaria, Ivan Šišman. A fine agosto, dopo settimane di dubbi, non volendo che la sua popolarità calasse a causa di un ritorno in patria senza conquiste e senza combattimenti, il Conte Verde decise un attacco a Gallipoli, e mandò in ricognizione con una galea il conte Gaspare di Montmajeur, che informò che Gallipoli sembrava solidamente presidiata, ma priva di fortificazioni nei dintorni, e quindi facilmente conquistabile con un attacco di sorpresa.
Il 18 agosto i crociati sbarcarono e prepararono scale e torri d'assedio, mentre il 24 avanzarono verso le mura dividendosi in tre gruppi: Gaspare di Montmajeur a sinistra, il Conte Verde al centro e Stefano de la Baume a destra. Il giorno seguente, i crociati diedero l'assalto: Roberto di Vally, il primo cavaliere a salire sulle scale fu colpito da un masso e morì due giorni dopo per le ferite. I turchi si difesero bene, lanciando pietre, palle di ferro e tronchi d'albero e causando la morte di Simone di Saint-Amour, Giovanni di Iverdun, Girardo de Mareschal e molti altri, ma la sera stessa si ritirarono verso nord, forse pensando di avere di fronte soltanto l'avanguardia di un esercito crociato ben più consistente. Si trattò di una grande dimostrazione di tattica militare, di combinazione di attacco terrestre e navale e di rapida disposizione delle macchine d'assedio. Il Conte Verde issò la bandiera sabauda e aprì il porto alle navi veneziane e genovesi.
Il 3 settembre, lasciato un presidio a difesa della città, i crociati ripartirono e il giorno seguente sbarcarono a Costantinopoli, accolti dal patriarca Paolo e dalla basilissa Elena, dove seppellirono i caduti e si rifocillarono. Il 4 ottobre i crociati raggiunsero il mar Nero, finanziati con 12 000 iperperi d'oro della basilissa, e si lanciarono alla conquista delle città costiere: l'11 ottobre occuparono Anchialo, il 21 Mesembria e il 25 Eimone, città a cui vennero imposti tributi. A Varna, il Conte Verde avviò le trattative con lo zar bulgaro, minacciando l'assalto alle mura, mentre Guglielmo di Grandson saccheggiava l'area circostante. Timoroso di dover affrontare uno scontro aperto, dopo un mese lo zar cedette e liberò Giovanni V, ma trattenne alcuni prigionieri a garanzia che l'assedio fosse tolto, tra i quali Antonio Visconti, figlio di Galeazzo II, poi liberato nel febbraio 1366.
Tuttavia, Giovanni V, delegittimato dalla progionia, ebbe delle difficoltà nel radunare le truppe per l'impresa e il re d'Ungheria non si mostrò più interessato a partecipare. Quando Giovanni V ed Elena promisero che si sarebbero recati dal papa per fare professione di fede e porre fine allo scisma d'Oriente, con il Conte Verde come latore della promessa in Occidente, Amedeo VI, rimasto a Costantinopoli da aprile a luglio, decise di tornare in patria e ricevette da Giovanni V 20 000 fiorini per le spese della spedizione e 15 000 per il ritorno. Il 29 luglio, arrivata a Venezia, la compagnia fu sciolta.

## Conseguenze
Amedeo VI compì un viaggio per le corti italiane con l'obiettivo di presentarsi come eroe della cristianità, conquistatore di Gallipoli, liberatore di Giovanni V e riconciliatore delle due chiese. In realtà, la vittoria di Amedeo VI fu soltanto propagandistica e politica: Gallipoli fu riconquistata dai turchi nel 1367, mentre il viaggio di Giovanni V dal papa nel 1368 ebbe come unico risultato una professione di fede individuale. Ciò permise comunque al Conte Verde di guadagnare un prestigio notevole presso le signorie italiane, al punto che nel 1372 sarà posto a capo della Lega italica antiviscontea.